# Георгиевский зал
Гео́ргиевский зал — зал, расположенный в Большом Кремлёвском дворце. Построен в 1838—1849 годах по проекту архитектора Константина Тона при участии художника Фёдора Солнцева и архитекторов Фёдора Рихтера и Николая Чичагова. Является частью анфилады гербовых парадных помещений, назван в честь ордена Святого Георгия Победоносца, учреждённого в 1769 году.

## История

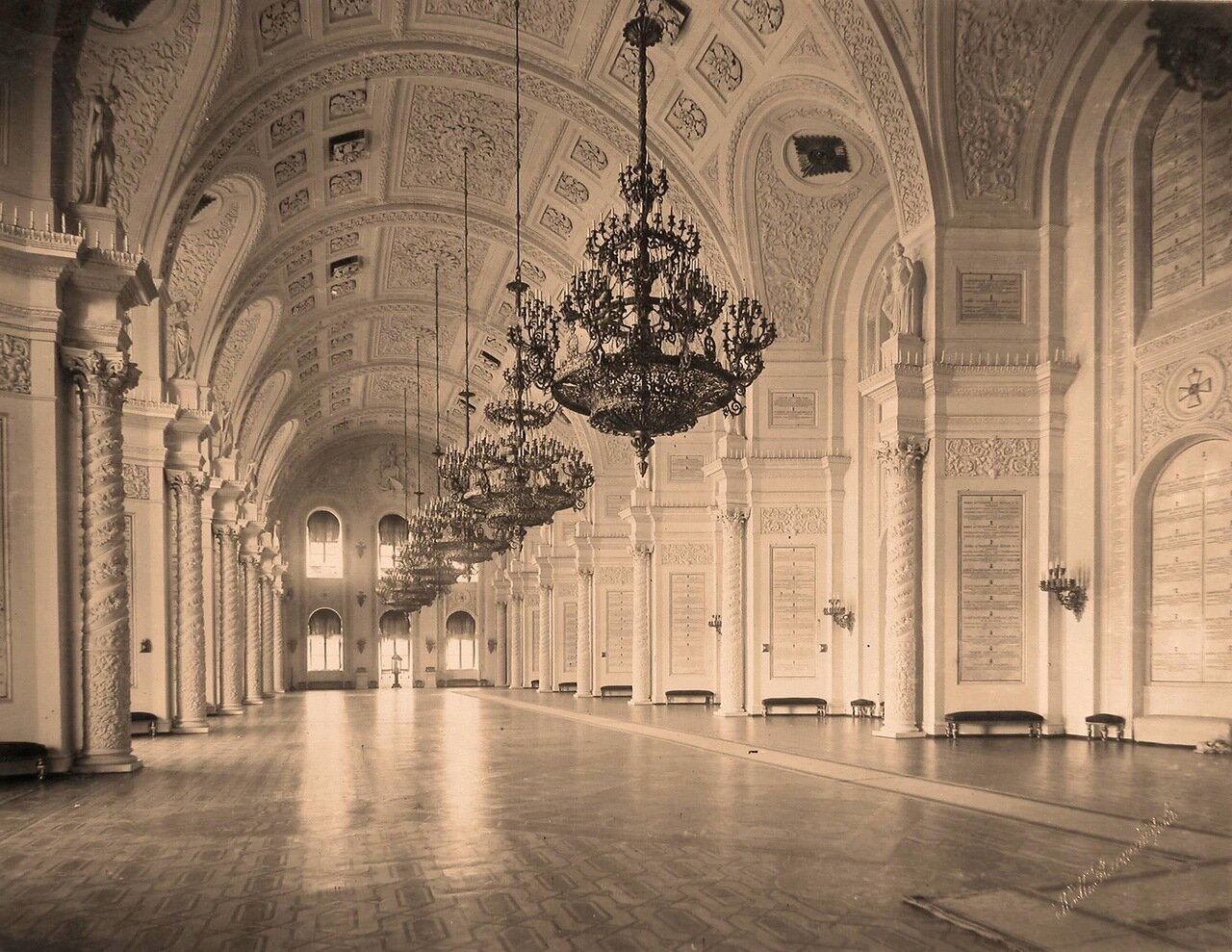
Георгиевский зал, 1896 год

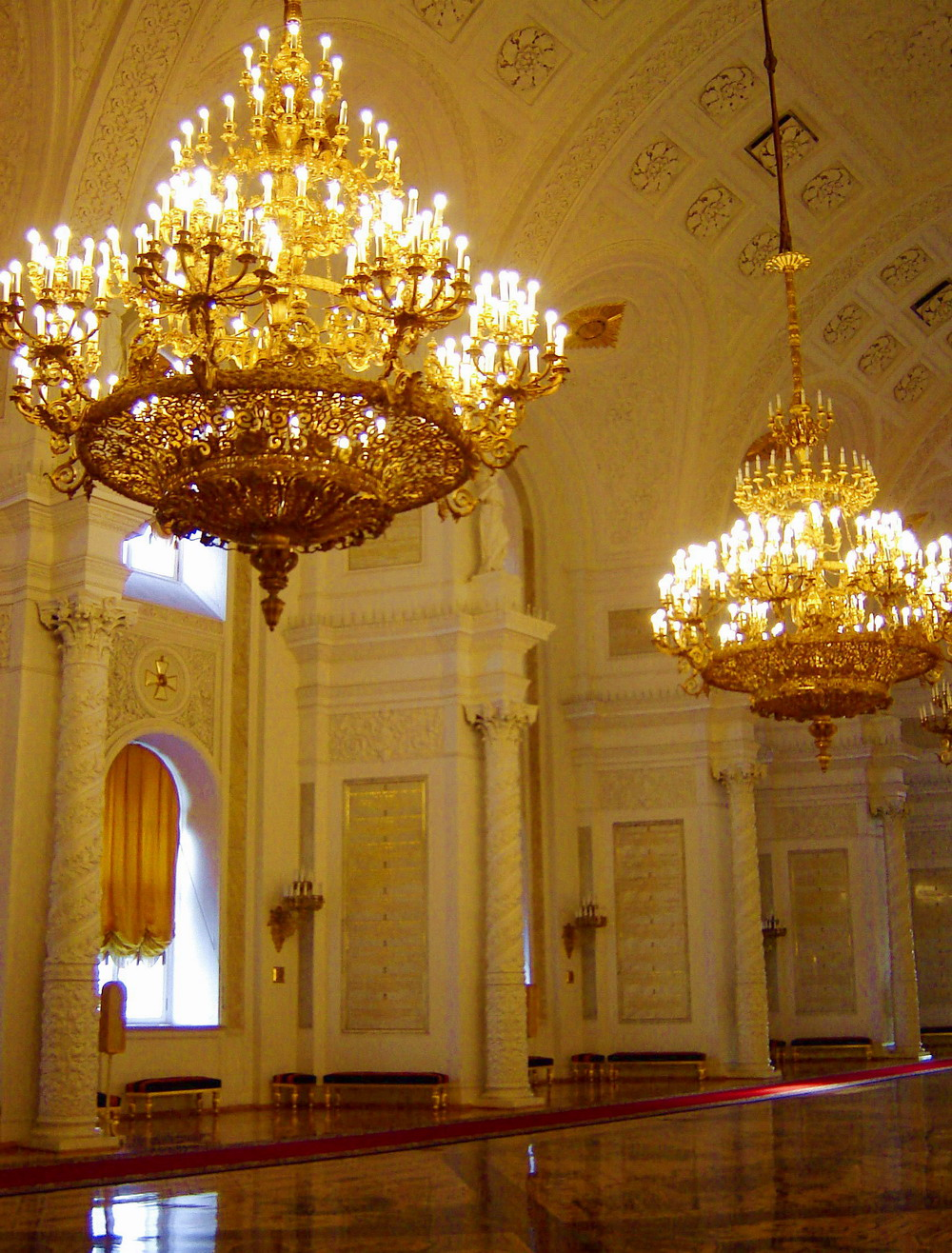
Люстры в Георгиевском зале, 2007 год

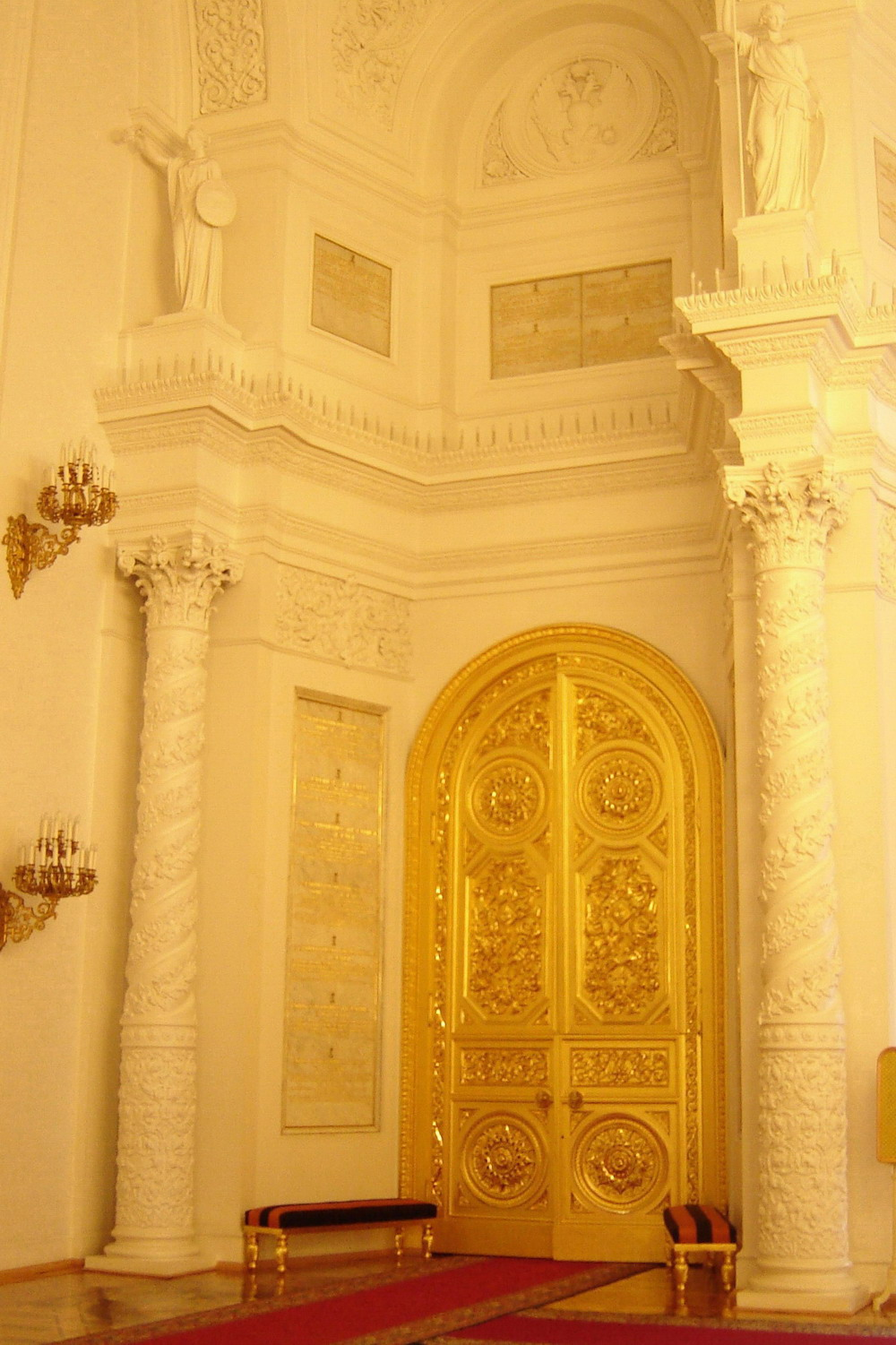
Декор дверей и пилонов в Георгиевском зале, 2007 год

В XVII веке на месте корпуса Большого Кремлёвского дворца, часть которого занимает Георгиевский зал, размещалась Шатёрная палата. Её использовали для хранения царских шатров и походного снаряжения. Рядом находилась Средняя золотая палата, богато украшенная золотом и иконописью с изображениями Страшного суда. Археолог Александр Вельтман указывает, что в здании проводили судебные заседания. Южнее располагалась Панихидная (Столовая) палата, где «патриарх и все власти» обедали во время царских панихид.
В 1838—1849 годах на территории Кремля по проекту архитектора Константина Тона возвели Большой Кремлёвский дворец, ставший главной резиденцией императорской семьи во время пребывания в Москве. В разработке внутреннего убранства комплекса принимали участие художник Фёдор Солнцев и архитекторы Фёдор Рихтер и Николай Чичагов. Строительство дворца началось одновременно с возведением храма Христа Спасителя и символизировало обновление образа Москвы, возрождения её столичных функций. По желанию императора Николая I парадную анфиладу комплекса оформили в соответствии с символикой военных орденов Российской империи. На тот момент, после победы в Отечественной войне 1812 года и роста национального самосознания, эта тематика была востребована. Георгиевский зал назван в честь высшего российского военного ордена Святого Георгия Победоносца. Награда была учреждена в 1769 году.
3 апреля 1849 года состоялось торжественное освящение Большого Кремлёвского дворца. Крестный ход возглавил московский митрополит Филарет с членами императорской семьи. На праздник были приглашены представители знатных семейств, также всем желающим раздали более двадцати тысяч билетов. Многочисленных гостей собрали в Георгиевском зале. В дальнейшем во время императорских мероприятий в помещении присутствовали гражданские чины и представители московского дворянства.
Изначально Георгиевский зал соединялся через переходы в торцевой части с Благовещенским собором. Кроме того, помещение связано с Владимирским залом стеклянными дверями с матовым орденским узором. Первоначально зал был обставлен скамьями и табуретами на позолоченных витых деревянных ножках. Известно, что в 1888 году паркет Георгиевского зала переложили, сохранив оригинальный рисунок.
Во время обстрела Кремля в ходе вооружённого восстания в октябре 1917 года Большой Кремлёвский дворец пострадал меньше других кремлёвских сооружений. После переезда советского правительства в 1918 году в Москву его помещения использовали для размещения государственных аппаратов. Тем не менее, Георгиевский зал дворца был передан в ведение Главнауки, и уже 26 января 1919 года в комплексе провели первую общедоступную экскурсию. К 1924 году Георгиевский зал перешёл в ведение ВЦИК, помещение стали использовать для проведения конгрессов Коминтерна, съездов и встреч на высшем уровне.
В апреле 1941 года интерьеры Георгиевского зала были подробно сфотографированы. После начала Великой Отечественной войны комендатура Кремля провела меры по усилению охраны дворца. Во время бомбардировок крепости в июле того же года один из снарядов весом 250 килограммов попал в Георгиевский зал, пробив потолок дворца между четвёртой и пятой люстрами. Дойдя до пола, бомба не разорвалась, а развалилась; поэтому пострадала только часть паркета, а также своды нижнего этажа. Исследователи отмечают, что снаряд был начинён аммоналом и от взрыва мог пострадать не только Георгиевский, но и соседние залы.
Во время московского парада Победы 1945 года в Георгиевском зале провели приём для участников торжеств. Фотографировать на мероприятии было запрещено, но сохранились зарисовки празднества. В дальнейшем в помещении регулярно проходили приёмы, вручения военных наград, орденов и премий деятелям науки и культуры, а также встречи партийных представителей с гражданами. Зал единовременно вмещал до трёх тысяч человек, поэтому в нём проводили новогодние праздники для пионеров. После первого полёта в космос в Георгиевском зале состоялся торжественный приём в честь космонавта Юрия Гагарина.
В 1968 году проходила масштабная реконструкция внутреннего убранства помещения. Во время работ стены и свод расчистили от слоёв штукатурки и грунтовки, восстановив первоначальную окраску помещения. Также были восстановлены массивные двери в стиле барокко. Для укрепления лепных элементов свода на время ремонта их соединили с другими частями кровли дополнительными нержавеющими пластинами. Общее число таких стяжек превышало несколько тысяч. Специалисты воссоздали позолоченные элементы, частично применяя полимент. Провели фрагментарную реставрацию люстр и заменили отдельные участки паркета, восстановив оригинальную цветовую гамму и отшлифовав поверхность. В 1999 году пол зала снова обновили. В этот период провели исследование древесины, определив породы деревьев. Поверхность пола очистили от лака и воссоздали повреждённые элементы, подобрав идентичные по цвету и фактуре образцы.

## Современность
По традиции в Георгиевском зале проводятся встречи президента России с иностранными делегациями. По сложившемуся церемониалу первым в помещение входит глава иностранного государства, которого ожидают сопровождающие и другие участники встречи. После выхода президента России и обмена рукопожатиями первыми располагаются представители российской стороны. В марте 2014 года в зале был подписан договор о вступлении Республики Крым в состав Российской Федерации, юридически оформивший вхождение Крыма в состав России. На церемонии присутствовали Владимир Путин и севастопольский депутат Алексей Чалый, а также председатель Совета министров Крыма Сергей Аксёнов и председатель Государственного совета Владимир Константинов. Зал используют для организации торжественных обедов и фестивалей. Так, в 2017-м в помещении проходил международный музыкальный детский фестиваль «Мелодика поколений».

## Внутреннее убранство
Интерьер

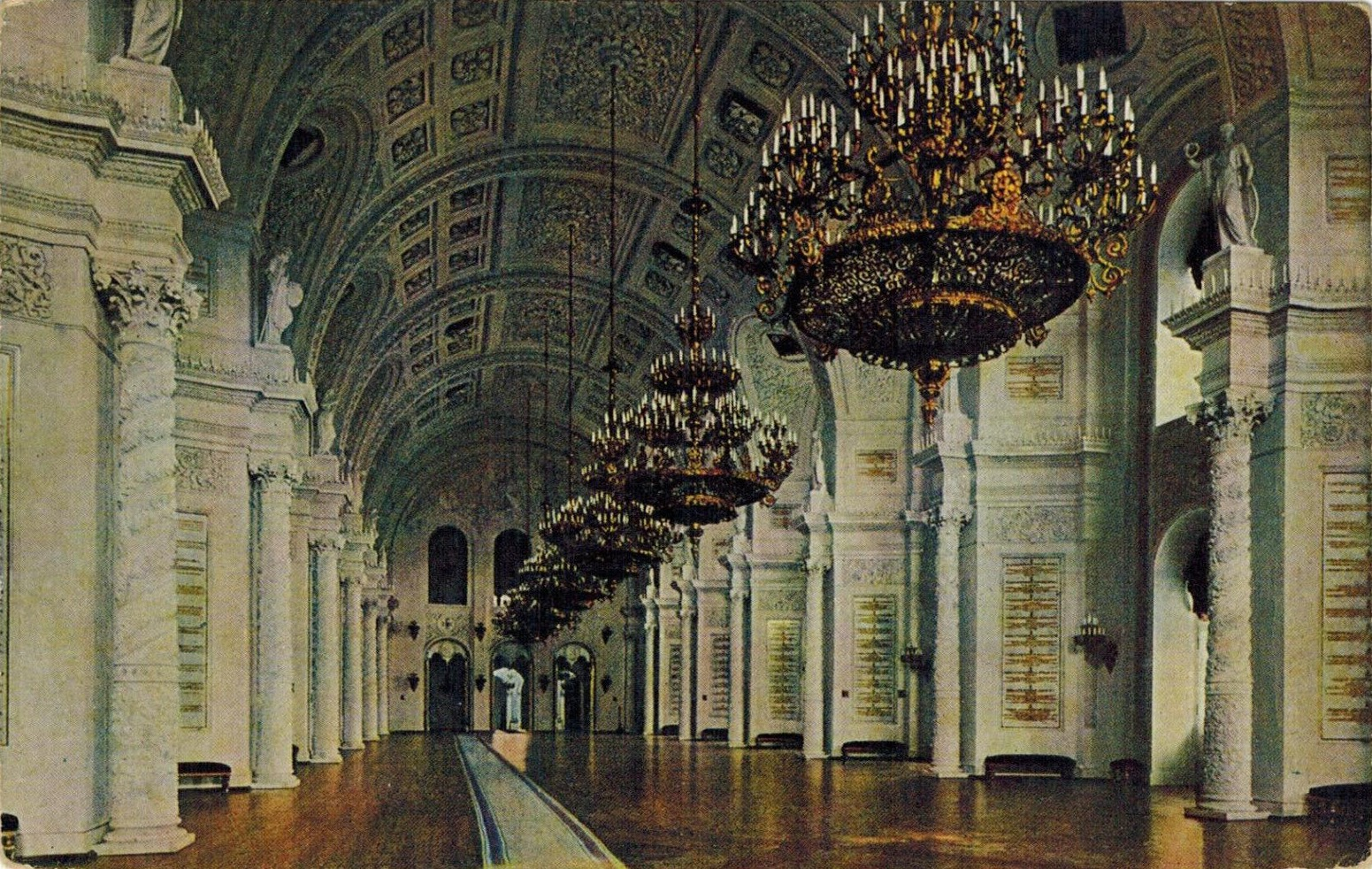
Георгиевский зал в начале XX века.

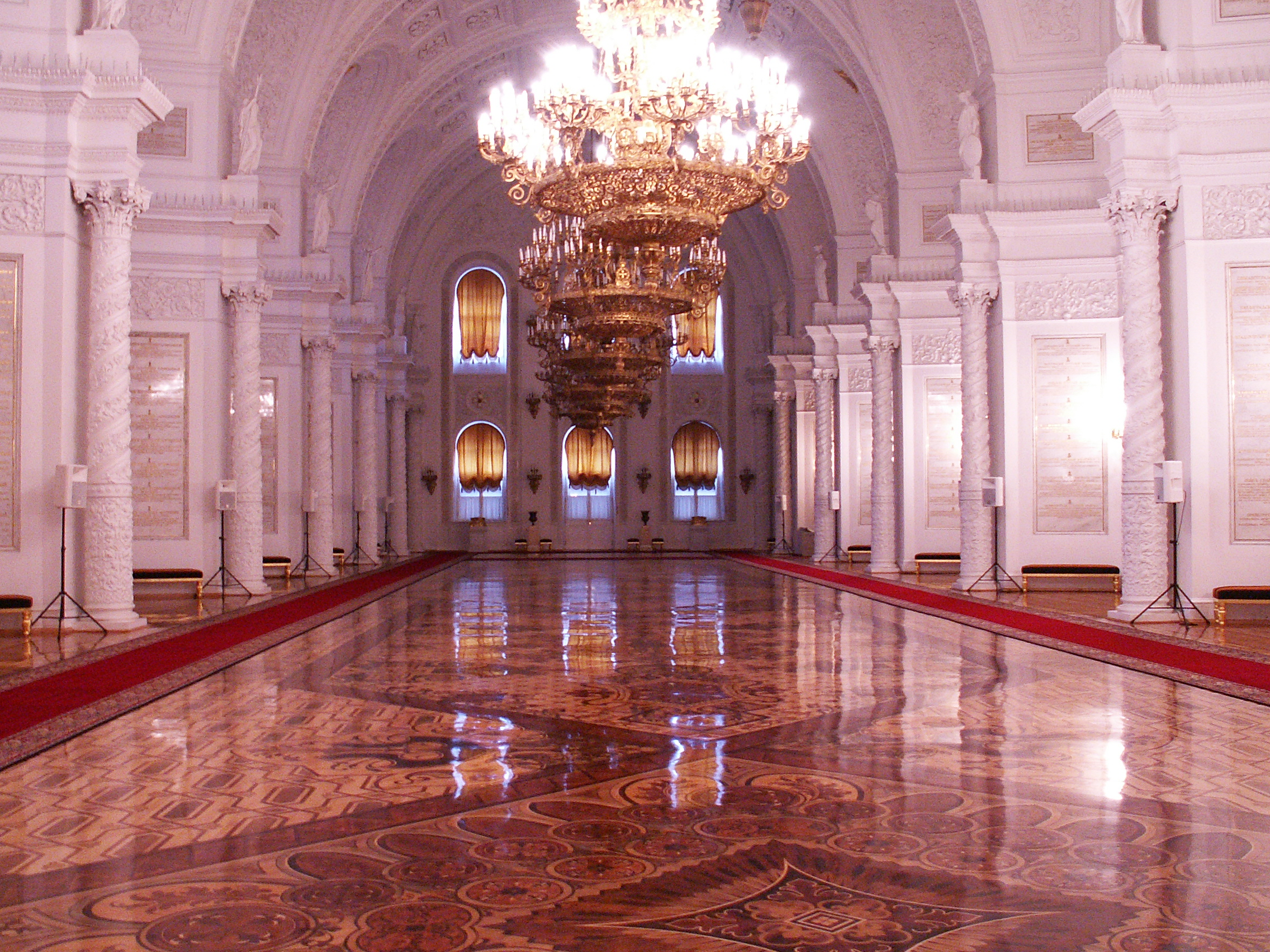
Георгиевский зал с частично выключенным освещением, 2009 год

Прямоугольный Георгиевский зал является первым и самым большим в парадной анфиладе дворца. Его длина составляет 61 метр, ширина 20,5 метра, высота — 17,5 метра. Помещение соединено с аванзалом массивными дверьми с позолоченным вензельным декором. Белую цветовую гамму зала разбавляют небольшие вкрапления позолоты. Бау-адъютант Михаил Фабрициус так описывал помещение: 
Один из величайших (длина 85 1/2 арш., ширина 29 арш. и вышина 24 3/4) в России; он производит на каждого входящего в него впечатление по своим размерам, характеру отделки и архитектурным формам. Его белый, снежный колер напоминает кружево благодаря чрезвычайно мелкой, прекрасной лепной работе орнаментов, почти сплошным вычурным узором покрывающих колоссальный сводчатый плафон, стены и колоннаду.
Полуцилиндрический кессонный свод зала опирается на восемнадцать треугольных пилонов. К ним приставлено идентичное количество цинковых пустотелых колонн, оформленных спиралевидным орнаментом дубовых листьев и увенчанных коринфскими капителями. Верхняя часть пилонов украшена аллегорическими статуями, выполненными Иваном Витали. Они облачены в античную одежду, держат в руках щиты, копья и венки. Монументы олицетворяют военные победы и присоединение разных областей Российской империи. Так, они изображают завоевания Перми 1472 года, присоединение Польши, Грузии, Финляндии и Армении, воссоединение Украины с Россией.
С южной стороны зал освещают шесть окон, с восточной — тринадцать двухъярусных окон и одна балконная дверь. В зале установлено шесть позолоченных люстр, изготовленных на фабрике Карла Тегельштейна в 1845 году. Паникадила были рассчитаны более чем на три тысячи свечей, вес каждого из них превышает одну тонну. Для дополнительного освещения установлены сорок бра.
Общая площадь паркета составляет 1200 м², он выполнен из двадцати трёх пород деревьев контрастных цветов — берёзы, ясеня, индийского палисандра, платана и других. Рисунок пола выложили мастера Е. А. Миллер и Э. Блехшмидт по эскизам художника Фёдора Солнцева. Несмотря на частичные подновления, пол сохранил свой первоначальный облик.
Георгиевский зал украшен двумя каминами каррарского мрамора, выполненными Сантино Кампиони по эскизам Константина Тона. На них установлены бронзовые позолоченные часы «Георгий Победоносец» и «Минин и Пожарский». Они были изготовлены по рисункам скульптора Александра Логановского и отлиты на фабрике Тегельштейна. В помещении установлены позолоченные банкетки, обтянутые муаром в цвет георгиевской ленты.
Списки кавалеров

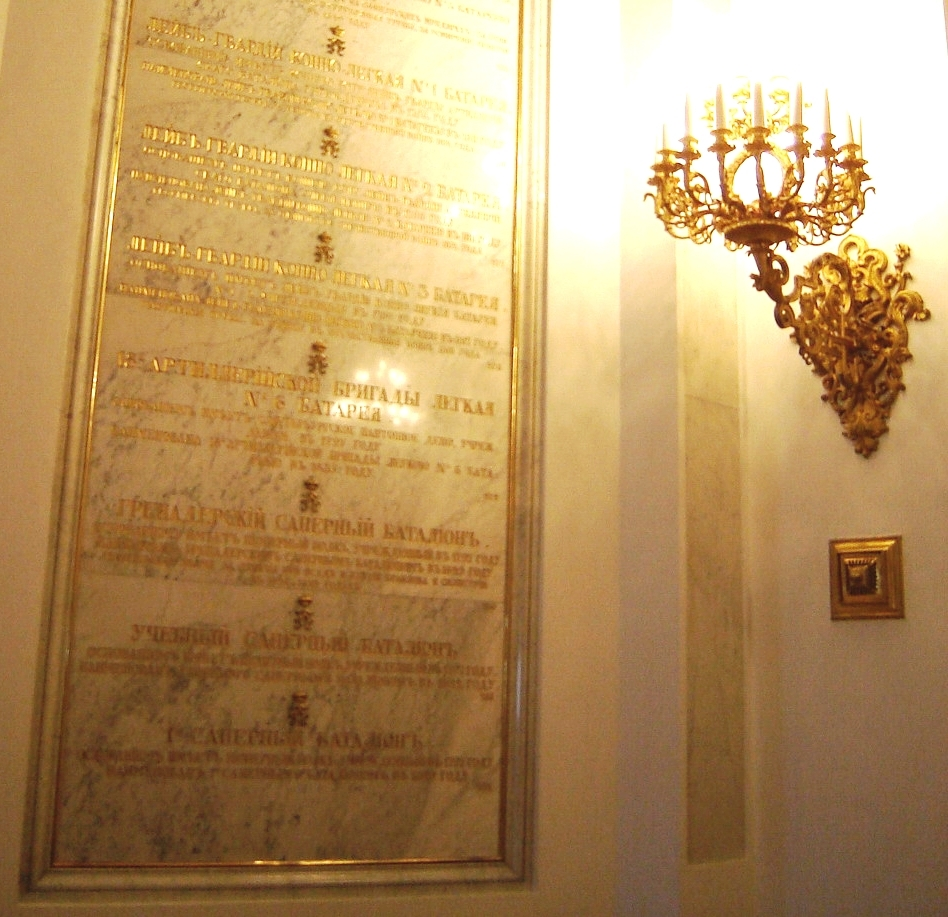
Мраморная доска с именами кавалеров в Георгиевском зале, 2007 год

С 1849 года по указу императора стены комнаты украшают белые мраморные доски, на которых высечены наименования 545 полков, экипажей и батарей, получивших Георгиевские знамёна. Также указаны даты создания частей и их прежние названия.  Кроме того, на стенах выгравированы имена всех кавалеров ордена (свыше 11 тысяч фамилий офицеров, награждённых с 1769 по 1885 г.), новые надписи до революции продолжали создавать до 1885 года. Первым в списке указан светлейший князь Михаил Кутузов, последним — генерал-лейтенант Максуд Алиханов-Аварский. Эти же имена изображены на мраморном поясе двусветных окон, выходящих на Соборную площадь. Полные списки кавалеров ордена с 1769 по 1885 год хранятся также в золочёных ларцах, расположенных в торцевых частях зала. Их декорировали Георгиевскими крестами и эмалированными надписями: «За службу и храбрость». Эти ларцы были изготовлены по эскизу К.А. Тона мастером Полтавцевым из Москвы. Над сундучками находятся изображения святого, поражающего дракона. Они были выполнены русским мастером Петром Клодтом.
Награда была упразднена после Октябрьской революции и восстановлена только в 2000 году. Через восемь лет после этого возобновили традицию нанесения имён кавалеров на стены помещения. Первым среди нового списка стал генерал-полковник Сергей Макаров. Историк Сергей Девятов подчеркнул, что такое оформление Георгиевского зала превратило помещение в памятник военным достижениям страны.